# Xbox Wireless Controller
El Xbox Wireless Controller es el controlador de juegos principal para las consolas domésticas Xbox One y Xbox Series X/S, también comercializado para su uso en Windows PC, y compatible con otros sistemas operativos como macOS, Linux, iOS y Android. El controlador mantiene el diseño general que se encuentra en el Xbox 360 Controller, pero con varios ajustes a su diseño, como una forma revisada, stick analógicos, botón de hombros y disparadores, junto con nuevos motores retumbantes dentro de los disparadores para permitir la retroalimentación háptica direccional.
Ha tenido tres revisiones con varios cambios en el diseño y la funcionalidad del controlador. Microsoft también comercializa el Elite Wireless Controller, una versión premium dirigida a los jugadores profesionales, que incluye piezas intercambiables y funciones de programación. A su vez, cada una de las variaciones antes mencionadas se ha ofrecido en varios esquemas de color, algunos con diseños especiales relacionados con juegos específicos. Xbox Series X y Series S introdujeron una versión actualizada del controlador, con más mejoras en su forma y ergonomía.

## Disposición
El controlador de Xbox One conserva aproximadamente el mismo diseño que el controlador de Xbox 360, incluidos cuatro botones frontales principales, dos protectores de hombros, dos gatillos analógicos, dos stick analógico y un D-pad digital. Los botones "Inicio" y "Atrás" se reemplazan por los botones "Menú" y "Ver", mientras que el botón Guía ahora consta de un logotipo de Xbox retroiluminado en blanco y no presenta el "anillo de luz" que servía como indicador para el número asignado del controlador (1 a 4).

## Diseño

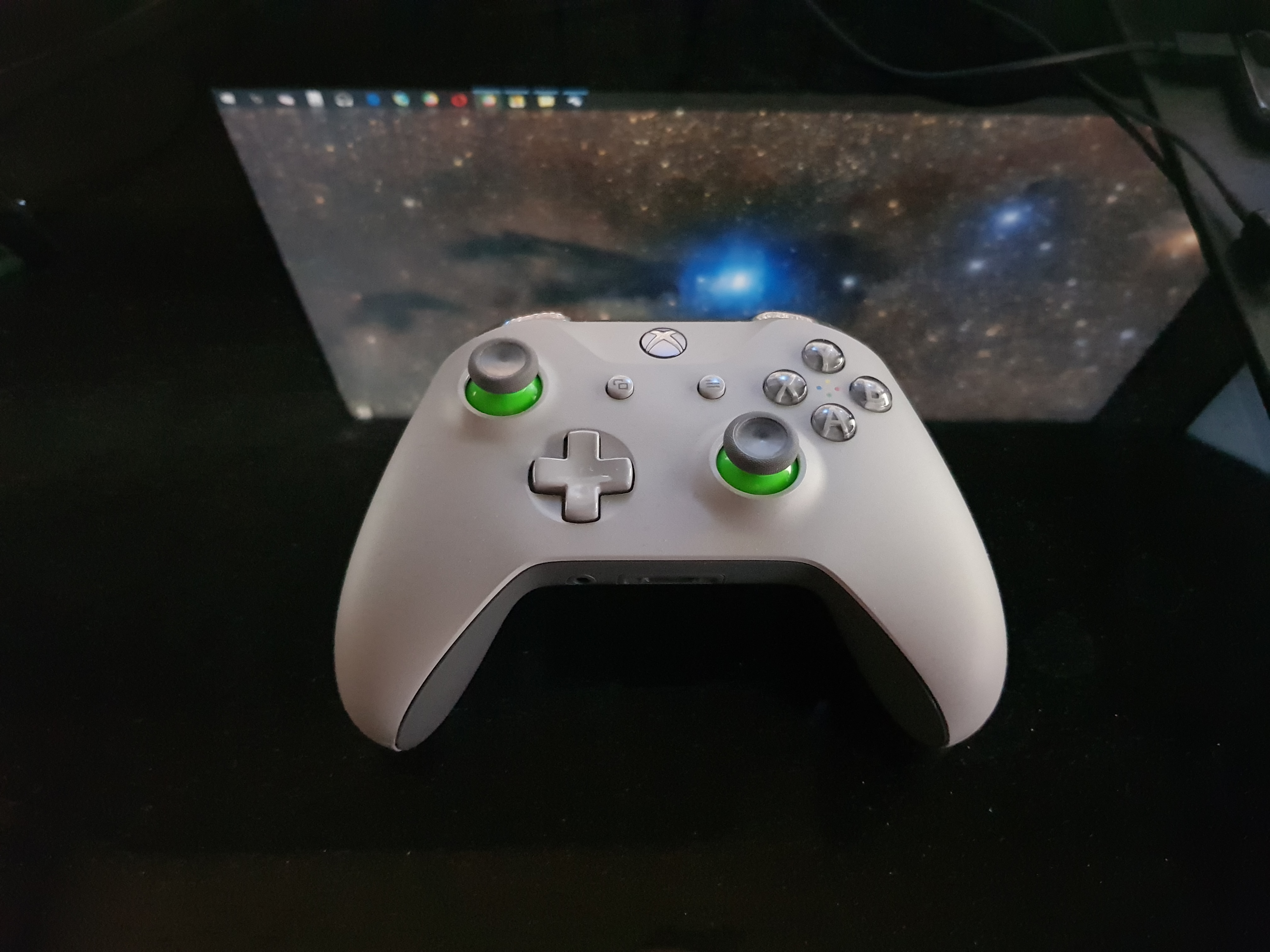
control wireless de Xbox en color gris

Microsoft invirtió más de $100 millones en refinar el diseño del controlador para Xbox One; los diseñadores internos habían creado prototipos con varios ajustes y refinamientos en el diseño sobre el Xbox 360 Controller, junto con aquellos que incluían características poco ortodoxas como pantallas y parlantes integrados (que fueron rechazados debido a sus efectos sobre la duración de la batería y la redundancia para la pantalla principal y el sistema de sonido), y la capacidad de emitir olores.
El controlador de Xbox One mantiene el diseño general que se encuentra en el diseño del control de Xbox 360, pero con mejoras como empuñaduras rediseñadas, una construcción más suave y la eliminación del compartimento de la batería que sobresale. El controlador también contiene emisores de luz que permiten rastrearlo y emparejarlo usando Sensor Kinect, y detectar cuándo no se está sosteniendo para entrar automáticamente en un estado de bajo consumo. El controlador contiene un puerto micro USB, que permite el uso con cable del controlador con la consola o en computadoras que ejecutan Windows 7 o posterior con actualizaciones de controladores, y firmware. Para la comunicación, el control utiliza un nuevo protocolo patentado con un ancho de banda mayor que el protocolo inalámbrico utilizado por el control de Xbox 360, lo que reduce la latencia y permite un audio de auriculares de mayor calidad. Se pueden conectar hasta ocho controladores de forma inalámbrica a la consola al mismo tiempo; si los controladores también admiten audio de chat inalámbrico a través de los auriculares para chat, se pueden conectar cuatro controladores simultáneamente, y si los controladores proporcionan audio de chat inalámbrico y estéreo en el juego a través de los auriculares estéreo, se pueden conectar dos controladores simultáneamente.
Los sticks analógicos cuentan con un nuevo borde texturizado, mientras que el D-pad se cambió para usar un diseño de 4 vías más tradicional en lugar del diseño circular de 8 vías del controlador 360. Este cambio se realizó en parte debido a las críticas de los jugadores de juegos de lucha que, a pesar de que el uso de "barridos" en el D-pad en estos juegos es parte de la motivación para el diseño de 8 vías, sintieron que el D-pad de Xbox 360 se desempeñó mal en ese tipo de juego. El diseño actualizado de 4 vías también es más adecuado para usar como teclas individuales en juegos que las usan para seleccionar elementos. El diseño de los botones frontales se revisó para mejorar su legibilidad, utilizando un diseño de tres capas que consiste en un fondo negro, una letra de color y una cubierta transparente destinada a hacer que la letra parezca "flotar" dentro de ella. Los botones en sí también están espaciados un poco más juntos.
Los parachoques y los botones de activación se revisaron con una nueva forma curva para mejorar su ergonomía, ya que los dedos del usuario ahora se encuentran naturalmente en ángulo sobre ellos, a diferencia del diseño más recto de los controladores de Xbox 360. Los parachoques también se hicieron al ras con los gatillos. Los gatillos ahora tienen una sensación más suave y se hicieron más precisos. Cada disparador cuenta con motores de vibración independientes llamados "Impulse Triggers", que permite a los desarrolladores programar la vibración direccional. Se puede hacer que un gatillo vibre al disparar un arma, o ambos pueden trabajar juntos para crear una retroalimentación que indique la dirección de un golpe entrante.

### Xbox Wireless
Después de 2016, cuando se introdujo la conectividad Bluetooth con la segunda revisión del controlador (Modelo 1708) junto con Xbox One S, Microsoft cambió el nombre de su protocolo de conexión patentado a "Xbox Wireless". Xbox Wireless utiliza una frecuencia más alta que Bluetooth (2,4 GHz), lo que mejora el ancho de banda y el retraso. A partir de 2017, Microsoft comenzó a trabajar con otros fabricantes para producir accesorios adicionales mediante Xbox Wireless, siendo la primera clase los auriculares.
Con una actualización de firmware que comenzó a implementarse en septiembre de 2021, los controladores con Bluetooth pueden emparejarse con dispositivos que usan ambos protocolos inalámbricos, lo que permite que esos controladores cambien de conexión tocando dos veces el botón de emparejamiento.

## Modelos

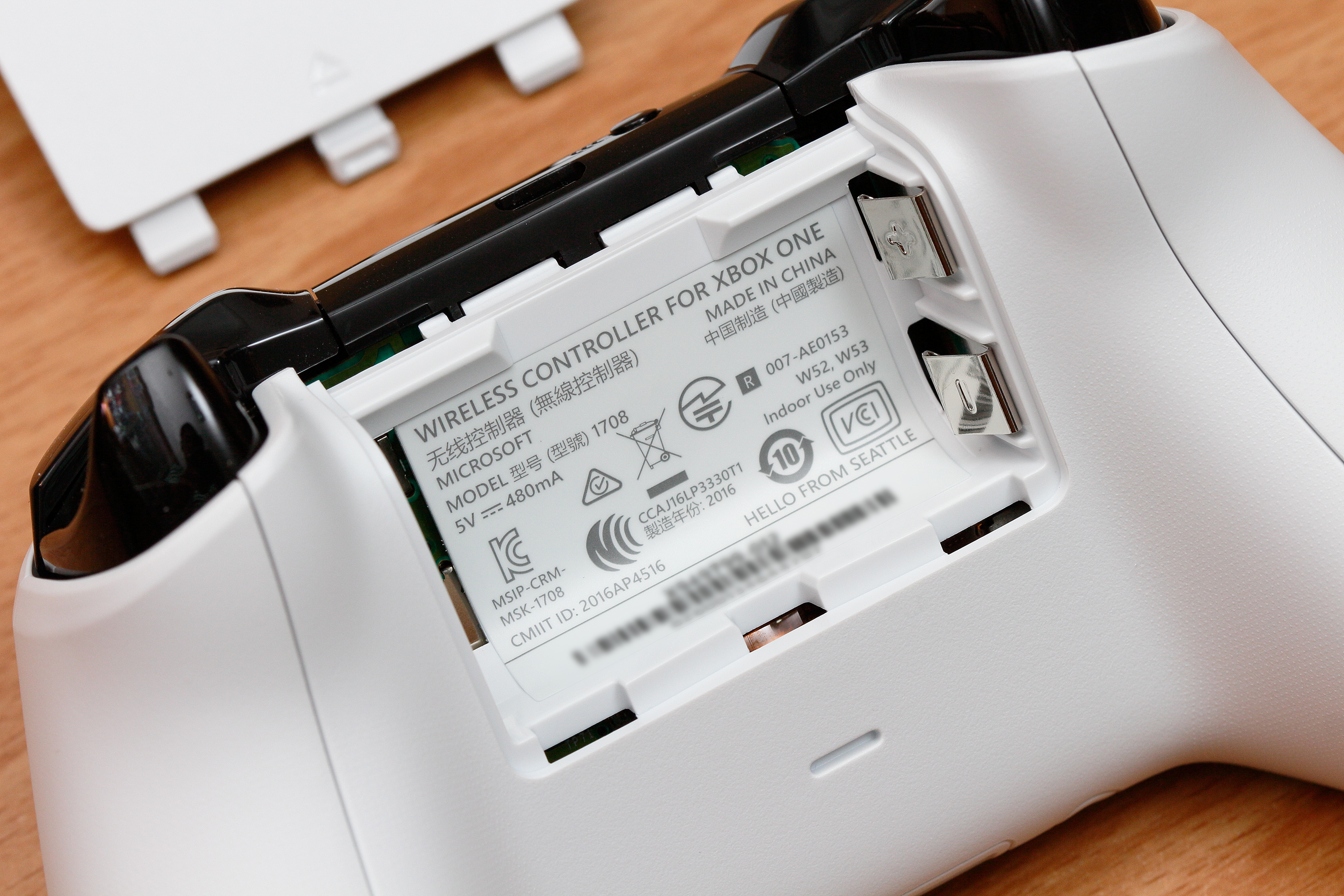
Ubicación del número de modelo, en la etiqueta impresa dentro del compartimiento de la batería. Este es el controlador modelo 1708 (revisión de 2016).

### Versión original (2013)
El controlador original lanzado con la consola Xbox One en noviembre de 2013 era negro, con botones frontales de colores. Se entregó una variante blanca conmemorativa a los empleados de Microsoft en el lanzamiento, pero no estuvo disponible para el público hasta casi un año después, inicialmente incluida con una consola blanca a juego y Sunset Overdrive.

### Primera revisión (2015)
El 9 de junio de 2015, Microsoft dio a conocer una versión revisada del controlador estándar, con el modelo 1697. Sus botones laterales se rediseñaron para mejorar la capacidad de respuesta, se agregó un conector para auriculares de 3,5 mm cerca del puerto de expansión del controlador y soporte para actualizaciones inalámbricas de firmware fue añadido.

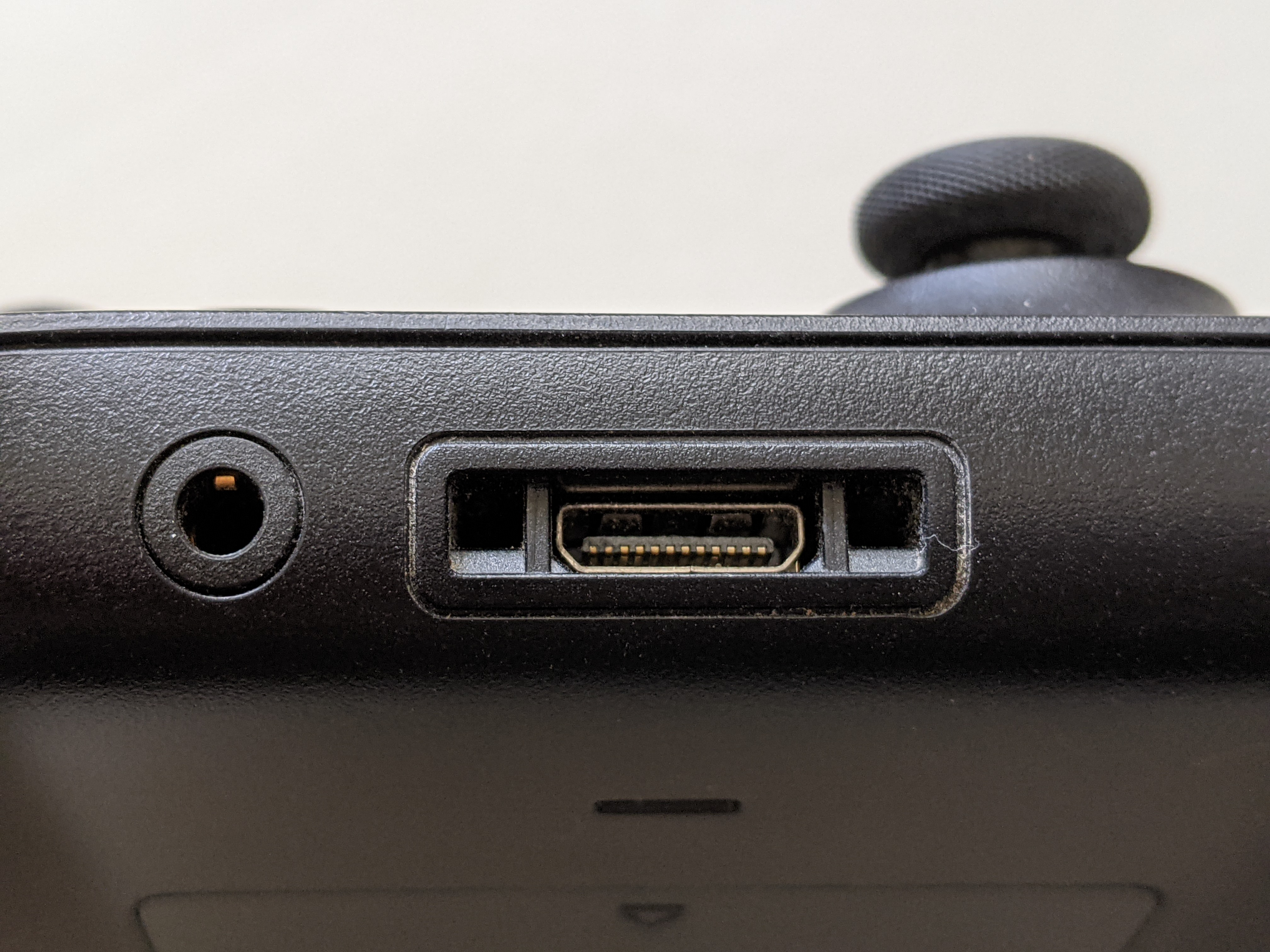
Toma de auriculares analógica (3.5 mm) (L) e interfaz de adaptador de auriculares/chatpad digital, controlador modelo 1697

Externamente, se hicieron pocos cambios; la principal característica distintiva de la revisión de 2015 (Modelo 1697) en comparación con el original (Modelo 1537) es la presencia del conector para auriculares en la parte inferior del controlador.

### Segunda revisión (2016)
Se presentó una segunda revisión del controlador, el modelo 1708, junto con la Xbox One S, un modelo actualizado de la consola Xbox One presentado en junio de 2016. Cuenta con empuñaduras texturizadas y, además, es compatible con Bluetooth para su uso con PC y dispositivos móviles compatibles. Los usuarios también pueden solicitar esta revisión de controlador a medida a través del servicio "Xbox Design Lab", con su elección de colores y una inscripción opcional de su nombre de pantalla de Xbox Live por una tarifa adicional.
La segunda revisión se puede distinguir de las revisiones anteriores por el color y la textura del plástico que rodea el botón de guía/Xbox iluminado. Los modelos de controlador anteriores (1537 y 1697) tienen una pieza separada de plástico negro brillante, y el modelo 1698 "Elite" también tiene una pieza separada en negro, rojo oscuro o blanco. En la segunda revisión (Modelo 1708), la carcasa frontal del controlador es una sola pieza y la parte que rodea el botón Xbox ahora tiene la misma textura y color que el controlador. Ha estado disponible en colores blanco, negro, rojo y azul, así como en otros colores de edición limitada.

### Tercera revisión (2020)

Botón Share

Se lanzó una tercera revisión del controlador en noviembre de 2020, incluida con Xbox Series X y Series S, aunque sigue siendo compatible con versiones anteriores de las consolas Xbox One existentes. Tiene una construcción refinada con un cuerpo un poco más pequeño, un botón "Compartir" en el centro del controlador debajo de los botones "Ver" y "Menú", un D-pad circular similar al Elite Controller y un conector USB-C en lugar de USB Micro-B. El controlador también es compatible con Bluetooth Low Energy y se puede sincronizar con un dispositivo Bluetooth y un dispositivo Xbox simultáneamente. El controlador también incluye entrada de latencia dinámica, que envía información del controlador a la consola con más frecuencia y al mismo tiempo que la velocidad de fotogramas actual para reducir el latencia entre la entrada del usuario y la reacción en el juego. A partir de septiembre de 2021 a través del programa Xbox Insider, Microsoft comenzó a implementar las funciones mejoradas de Bluetooth y latencia de estos controladores más nuevos en sus controladores oficiales de Xbox One, incluido el Xbox Adaptive Controller.
Microsoft anunció en junio de 2021 que Xbox Design Lab continuará con los controladores de Series X/S, lo que permitirá a los usuarios crear sus propios diseños personalizados.

### Resumen
Todos los controladores de esta tabla son totalmente compatibles con cualquiera de las consolas Xbox One, hasta Series X/S.
| Modelo         | Intro. | Disc. | conector de 3.5 mm | Bluetooth | USB     | Miniatura | Notas |
| -------------- | ------ | ----- | ------------------ | --------- | ------- | --------- | --- |
| 1537           | 2013   | 2015  | No                 | No        | Micro-B |           | Los controles repletos de sistemas del día del lanzamiento están marcados como "DAY ONE 2013" con cromo d-pad. Los empleados de Microsoft recibieron una versión blanca personalizada del controlador 1537 marcada "Hice esto". |
| 1697           | 2015   | 2016  | Yes                | No        | Micro-B |           | Standard 3.5 mm audio jack added to bottom of controller. Capaz de recibir actualizaciones de firmware de forma inalámbrica desde la consola Xbox One. |
| 1698 "Elite"   | 2015   | 2019  | Yes                | No        | Micro-B |           | Thumbsticks y d-pad intercambiables; paletas desmontables en la parte inferior que duplican los botones frontales; empuñadura de goma; bloqueos de gatillo. El esquema de color estándar es negro y plateado, pero el controlador Elite estuvo disponible más tarde en una edición especial predominantemente roja con el tema de la marca "Gears of War 4" y un tema "Robot White". |
| 1708           | 2016   | —     | Yes                | Yes       | Micro-B |           | Presentado con la Xbox One S. Se distingue de versiones anteriores por la textura y el color del plástico que rodea el botón de inicio de Xbox, que ahora coincide con el resto del cuerpo del controlador. Incluye conectividad Bluetooth (Classic Bluetooth HID profile), además del protocolo inalámbrico patentado anterior.                                                     |
| 1797 "Elite 2" | 2019   | —     | Yes                | Yes (BLE) | Type C  |           | En comparación con el "Elite" de 1698, el "Elite 2" agrega una tercera posición de bloqueo del gatillo, tensión ajustable de la palanca de control, empuñadura de goma extendida (que se envuelve hacia el lado frontal), conectividad Bluetooth LE (HID over GATT Profile) y una batería interna recargable.                                                                        |
| 1914           | 2020   | —     | Yes                | Yes (BLE) | Type C  |           | Presentado con las consolas Xbox Series X y Series S, con un cuerpo un poco más pequeño, un botón "Share", un D-pad cóncavo plano similar al Elite Controller y un conector USB-C. |